# Earl of Camperdown
Earl of Camperdown, of Lundie in the County of Forfar and of Gleneagles in the County of Perth, war ein erblicher britischer Adelstitel in der Peerage of the United Kingdom.

## Geschichte des Titels
Der Titel wurde am 28. April 1831 für Robert Duncan, 2. Viscount Duncan, geschaffen.
Bereits 1804 hatte dieser von seinem Vater, dem Admiral Adam Duncan, 1. Viscount Duncan, den diesem am 30. Oktober 1797 in der Peerage of Great Britain verliehenen Titel Viscount Duncan, of Camperdown, und Baron Duncan, of Lundie in the County of Forfar, geerbt.
Die Namensgebung des Titels bezieht sich auf die Seeschlacht bei Camperduin (engl. Camperdown), bei der Adam Duncan die siegreiche britische Flotte kommandiert hatte.
Die Titel erloschen beim kinderlosen Tod des 4. Earls am 5. Dezember 1933. Stammsitz war das Herrenhaus Camperdown House.

## Liste der Viscounts Duncan und Earls of Camperdown

### Viscounts Duncan (1797)
- Adam Duncan, 1. Viscount Duncan (1731–1804)
- Robert Duncan, 2. Viscount Duncan (1785–1859) (1831 zum Earl of Camperdown erhoben)

### Earls of Camperdown (1831)
- Robert Haldane-Duncan, 1. Earl of Camperdown (1785–1859)
- Adam Haldane-Duncan, 2. Earl of Camperdown (1812–1867)
- Robert Haldane-Duncan, 3. Earl of Camperdown (1841–1918)
- George Haldane-Duncan, 4. Earl of Camperdown (1845–1933)